# Anisodes subaenescens
Anisodes subaenescens là một loài bướm đêm trong họ Geometridae.